# Diocesi di Nova Germania
La diocesi di Nova Germania (in latino Dioecesis Novagermaniensis) è una sede soppressa e sede titolare della Chiesa cattolica.

## Storia
Nova Germania, nei pressi di Khamissa nell'odierna Algeria, è un'antica sede episcopale della provincia romana di Numidia.
Unico vescovo conosciuto di Nova Germania è Florenzio, il cui nome si trova al 28º posto nella lista dei vescovi della Numidia convocati a Cartagine dal re vandalo Unerico nel 484; Florenzio, come tutti gli altri vescovi cattolici africani, fu condannato all'esilio.
Dal 1933 Nova Germania è annoverata tra le sedi vescovili titolari della Chiesa cattolica; dal 14 aprile 1981 il vescovo titolare è Paul Friedrich Wehrle, già vescovo ausiliare di Friburgo in Brisgovia.

## Cronotassi

### Vescovi
- Florenzio † (menzionato nel 484)

### Vescovi titolari
- Hugo Eduardo Polanco Brito † (14 marzo 1966 - 20 gennaio 1970 nominato arcivescovo coadiutore di Santo Domingo)
- Carmelo Cassati, M.S.C. † (27 aprile 1970 - 26 maggio 1978 dimesso)
- Paul Friedrich Wehrle, dal 14 aprile 1981